# 下末吉台地
下末吉台地（しもすえよしだいち）とは、神奈川県北東部の川崎市高津区、横浜市都筑区・鶴見区・港北区・神奈川区・西区・保土ケ谷区・中区などに広がる海抜40 - 60メートルほどの台地である。
鶴見川、帷子川、大岡川などによって開析が進み、多数の台地に分断されている。北側は多摩川沿いの沖積平野に接し、西側は多摩丘陵に連なる。横浜市中心部では海に迫っており、野毛山、山手や本牧など坂や傾斜地の多い地形を作っている。

## 名称について
横浜市鶴見区下末吉に由来するが、元は関東地方の台地形成に関する下末吉面という地質学用語である。これは下末吉を模式地とし、東京の淀橋台や荏原台、高座台地（相模野台地の南西部）なども含み、武蔵野面（武蔵野台地の多くの部分）の上位面に当たる台地面をいう。12万5千年ほど前の間氷期における海進（下末吉海進）時に形成された海成面と考えられている。これが特定の台地だけを指す名に転用されたのが「下末吉台地」である。